# Personalisme
Personalisme is een stroming in de filosofie die de "persoon" als hoogste vorm van "zijn" beschouwt. Deze variant van persoonlijk idealisme bloeide in de Verenigde Staten, vooral aan de Universiteit van Boston. Volgens het personalisme komt de hoogste mate van werkelijkheid en waarheid tot uitdrukking in de "persoon". Alleen een "persoon" heeft een vrije wil, alleen een "persoon" heeft waarde en alleen een "persoon" is ontologisch "waar", dat wil zeggen existent (bestaand). Personalistische opvattingen keren zich tegen het materialisme en wijsgerig naturalisme. 
De filosofische wortels van deze stroming zijn terug te voeren op Berkeley en Leibniz. De term zelf is afkomstig van de Duitse theoloog en filosoof Friedrich Schleiermacher die personalisme in 1799 gebruikte om het geloof in een persoonlijke God aan te duiden, dit in tegenstelling tot het pantheïsme. Aan het eind van de 19e eeuw dook de term op in zijn huidige wijsgerige betekenis bij de Fransman Charles Renouvier (1903) en de Amerikaan Borden Parker Bowne (1908) met drie van zijn leerlingen: Albert Knudson (1873-1953), Ralph Flewelling (1871-1960) en in het bijzonder Edgar Sheffield Brightman (1844-1953). Veel personalisten hebben aan hun filosofie een christelijke invulling gegeven, zowel protestanten (Parker Bowne, Kohnstamm, De Rougemont) als katholieken (Dondeyne, Guardini, Kocbek, Mounier).
Het Europese personalisme heeft onder meer invloed ondergaan van het neothomisme (met name Jacques Maritain) en de levensfilosofie van Henri Bergson. Op zijn beurt beïnvloedde het personalisme het communitarisme.
De Afrikaanse Ubuntu-filosofie ("Ik ben omdat wij zijn"), de Slavische en Oosters-orthodoxe Sobornost-leer zijn los van de westerse vormen van personalisme ontstane levensfilosofieën, maar kunnen toch wel als communautair en personalistisch worden aangemerkt. Ook de filosofie van de Joodse theoloog en filosoof Martin Buber vertoont belangrijke overeenkomsten met het personalisme evenals het Hindoeïstische concept integraal humanisme, ontwikkeld door Deendayal Upadhyaya.

## Personalisme in Nederland
In Nederland heeft het personalisme invloed gehad op de Nederlandse Volksbeweging (1945-1951). De beweging ontwikkelde haar eigen personalistisch socialisme, dat vorm moest geven aan het nieuwe Nederland van na de bevrijding. Nieuw Sociaal Contract stelt in Artikel 2 van haar statuten expliciet dat ze uitgaat van een personalistisch mensbeeld:
De partij streeft naar een nieuwe maatschappelijke ordening waarbij de burger in een democratische rechtsstaat richting geeft aan de economische en sociale ontwikkelingen in het fysieke en digitale domein. Daarbij staan persoonlijke verantwoordelijkheid, gezin, familie en gemeenschappen, en gespreid privaat bezit centraal. In de ordening is de samenleving van burgers en maatschappelijk middenveld in evenwicht met staat en markt. De partij gaat uit van een relationeel en personalistisch mensbeeld.
De partij noemt het personalisme daarnaast als "vertrekpunt" van hun ideologie in haar grondgedachten & uitgangspunten, waarin ook staat:
Ons alternatief voor het heersende individualisme is het personalisme. In het personalisme staat niet het individu met zijn eigenbelang, maar de mens als persoon centraal – de mens in verbondenheid met zichzelf, met anderen en met de omringende wereld.

## Personalisme in België
In Vlaanderen werd het personalisme een cruciaal onderdeel van de ideologie van de christendemocratische CVP (nu CD&V).

## Bekende personalisten
- Willem Banning
- Nikolaj Berdjajev
- Maurice Blondel
- Borden Parker Bowne
- Hendrik Brugmans
- Martin Buber
- Hermann Cohen
- Albert Dondeyne
- Romano Guardini
- Dietrich von Hildebrand
- Louis Janssens
- Alexis Kagame
- Edvard Kocbek
- Philip Kohnstamm
- Paul-Louis Landsberg
- Louis Lavelle
- Emmanuel Levinas
- Jacques Maritain
- Emmanuel Mounier
- Pieter Omtzigt
- Jan Patočka
- Charles Renouvier
- Denis de Rougemont
- Max Scheler
- René Le Senne
- Joris van Severen
- Desmond Tutu
- Miguel de Unamuno
- Walt Whitman
- Paus Johannes Paulus II